# Régiment Royal-Écossais
Ne doit pas être confondu avec The Royal Scots (The Royal Regiment) ou Royal Regiment of Scotland.
Le régiment Royal-Écossais est un régiment d’infanterie écossais du royaume de France créé en 1743.

## Création et différentes dénominations
- 3 décembre 1743 : création du régiment Royal-Écossais
- 1762 : réformé par incorporation au régiment de Bulkeley

## Équipement

### Drapeaux

Drapeau d’ordonnance
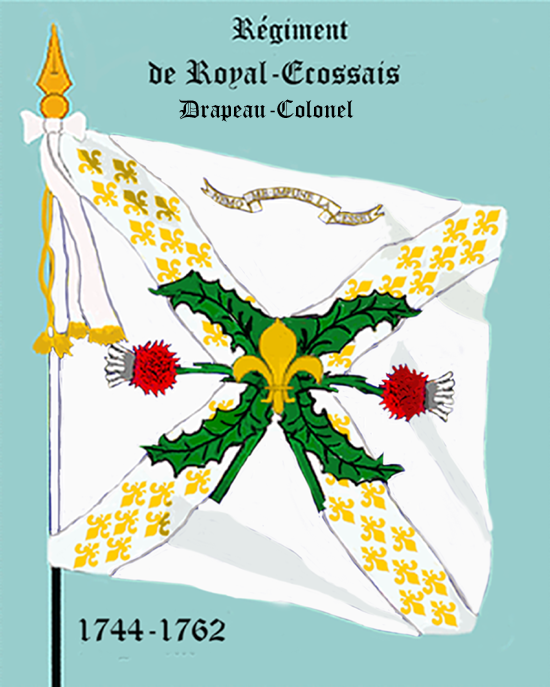
Royal Écossais - drapeau colonel
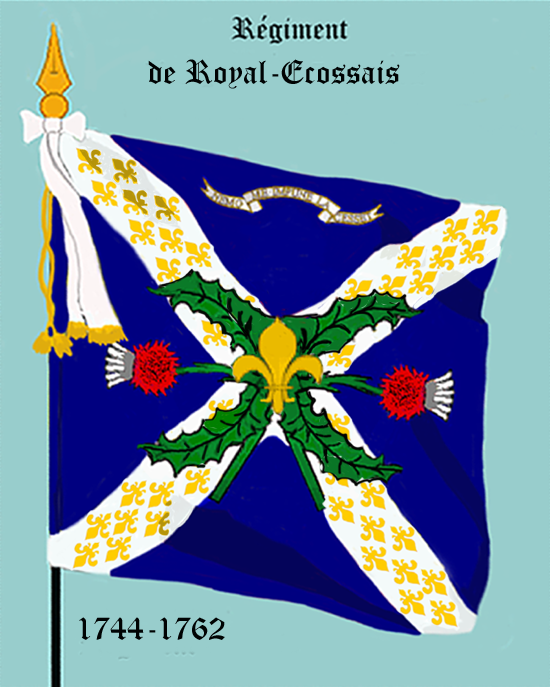
régiment Royal-Écossais de 1743 à 1762

### Habillement

Uniformes
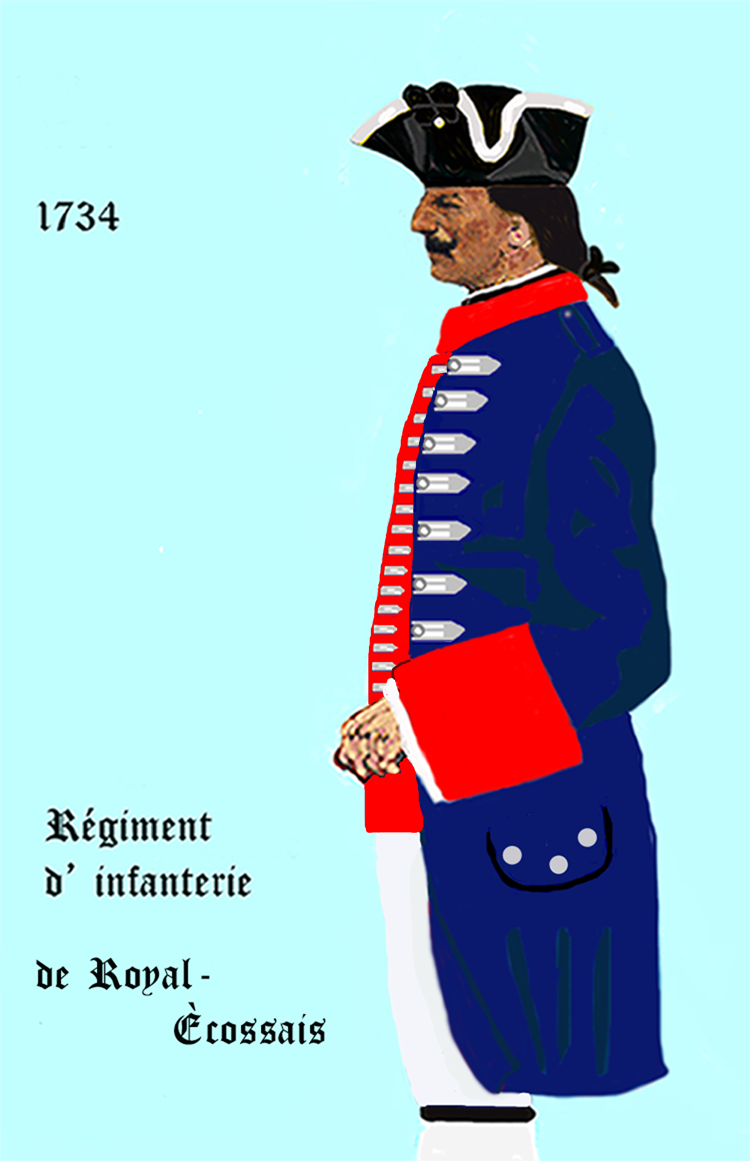
régiment Royal-Écossais de 1743/44 à 1757

## Historique
Par ordonnance royale du 20 décembre 1748, le régiment d'Albanie est incorporé dans les régiments de Royal-Écossais et d'Ogilvy..

### Colonels et mestres de camp
- 1743 : comte Drummond de Melfort, colonel lieutenant, brigadier